# Мінгячавірське водосховище
Мінгячавірське водосховище (азерб. Mingəçevir su anbarı) або Мінгячавірське море (азерб. Mingəçevir dənizi),) — велике водосховище на північному заході Азербайджану. Це найбільша водойма на Кавказі. Наповнення водосховища почалося в 1953 році і завершилося у 1959 року

## Опис
Водосховище було побудоване на ділянці річки Кура, що протікає через гору Боздаг, у 1953 році Обсяг наповнення водойми становить 83 метри, тоді як об'єм становить 15,73 км³. Водосховище було заповнене до максимального рівня в 1959, 1963, 1968, 1973, 1975, 1976, 1978, 1988 і 2010 роках. Водосховище 70 кілометрів у довжину, а його ширина 18 кілометрів. Максимальна глибина становить 75 метрів, а середня — 26. Довжина по береговій лінії 247 кілометрів, загальна площа 605 км². На водосховищі розташована найбільша гідроелектростанція Азербайджану — Мінгячавірська ГЕС, яка має встановлену електричну потужність 401,6 мегават. Довжина дамби ГЕС становить 1 кілометр 550 метрів, його ширина становить 16 метрів, а висота — 80.
Водосховище забезпечує водою Верхньо-Карабахський і Верхньо-Ширванський канали. Його також використовують для рибальства, водопостачання та зрошення.

## Орографічний опис
Для обох берегів річки Кура характерні скелі. Вони також спостерігаються там, де річка впадає в Мінгячавірське водосховище. Проте в районі водосховища поширені піщано-глинисті відклади, що належать до палеогену — неогену. На околицях Мінгячавірського водосховища періодично відбуваються зсувні процеси.

## Можлива військова ціль
У контексті Карабаського конфлікту вчені та політики припустили можливість використання Мінгячевирського водосховища як військової цілі вірменських військ. Російський етнограф Сергій Арутюнов заявив в інтерв'ю 2010 року:
Після вірмено-азербайджанських сутичок у 2014 році міністр оборони Вірменії Оганян Сейран Мушегович на засіданні уряду 7 серпня заявив, що війська цивільної оборони МНС Азербайджану останнім часом в основному охороняли Мінгячавірську гідроелектростанцію, побоюючись нападу вірменських сил. Наступного дня Міністерство оборони Азербайджану оприлюднило заяву, в якій говорилося, що «вірменський народ повинен знати, що відповідь на будь-які спроби саботажу проти Мінґячевирської ГЕС з боку Вірменії буде ще жахливішою» і попереджало, що Азербайджан мав можливість зруйнувати Єреван, столицю Вірменії.
Тельман Зейналов, президент Національного центру екологічного прогнозування, заявив у інтерв'ю, що вся територія від Аррана (тобто великий трикутник землі, від низовини на сході, що піднімається до гір на заході, утворена злиттям річок Кура і Аракс) до Баку, столиці Азербайджану, буде затоплено, якщо Мінґячевірську дамбу буде зруйновано. За його словами, це призведе до «масштабної екологічної катастрофи». Зейналов додав, що вірменська сторона повинна бути обережною, оскільки повінь «вплине на обидві сторони», і більша частина окупованого Вірменією Нагірного Карабаху також буде затоплена. Це твердження було спростоване вірменським аналітиком Грантом Мелік-Шахназаряном. Він заявив, що води Мінгячевирського водосховища не можуть досягти високогір'я Карабаху.
У липні 2020 року колишній міністр оборони Вірменії Вагаршак Арутюнян згадав про атаку на дамбу водосховища в інтерв'ю.
У липні 2020 року речник Міністерства оборони Азербайджану Вагіф Даргалі заявив: «рельєф території Мінгячавірського водосховища, його захисні земельні споруди в цьому районі та сучасні системи протиповітряної оборони, які перебувають на озброєнні військ протиракетної оборони країни, роблять удар по цьому стратегічно важливому об'єкті неможливим».